# Sint-Salvatorkerk (Meerle)

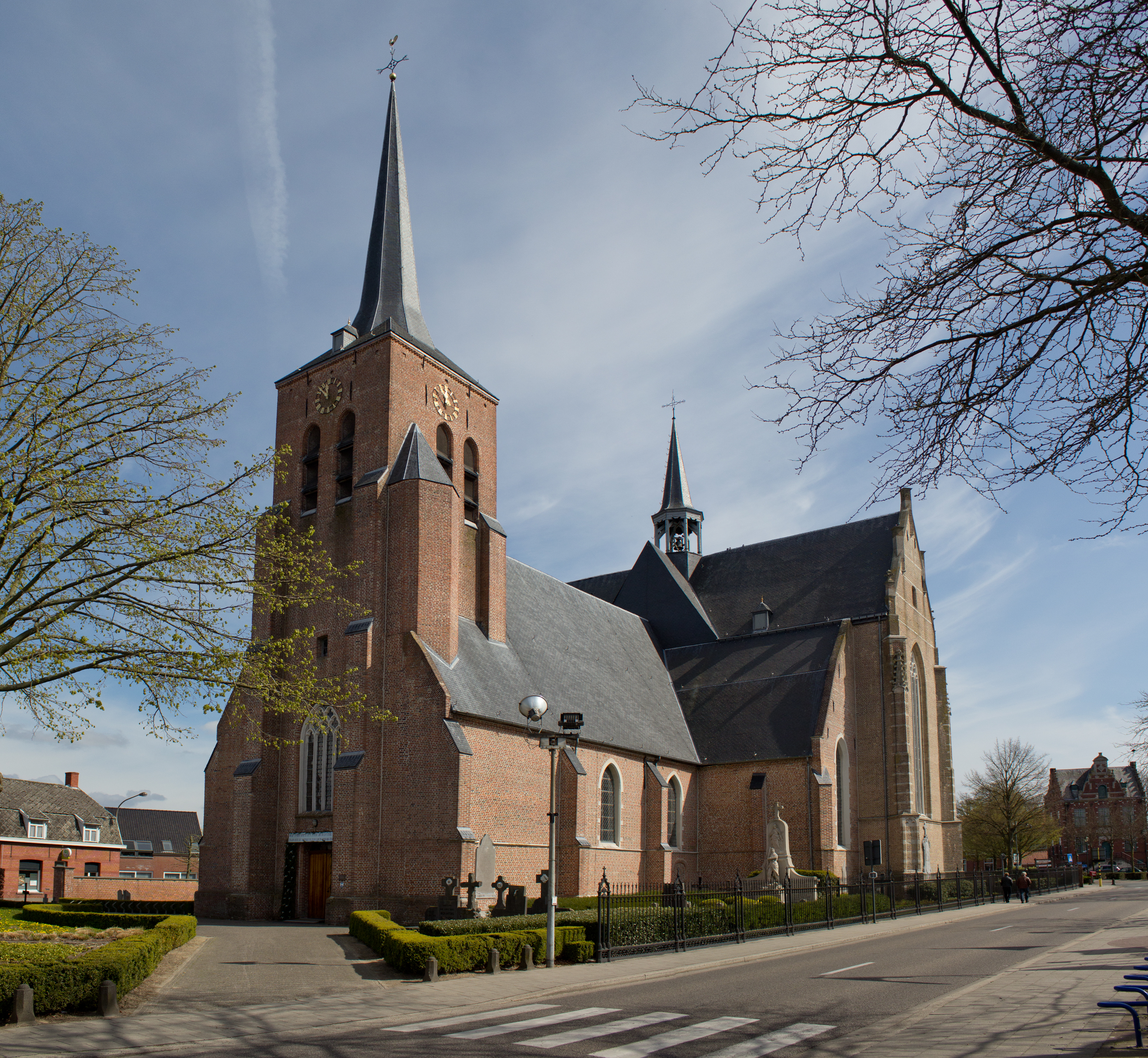
Sint-Salvatorkerk

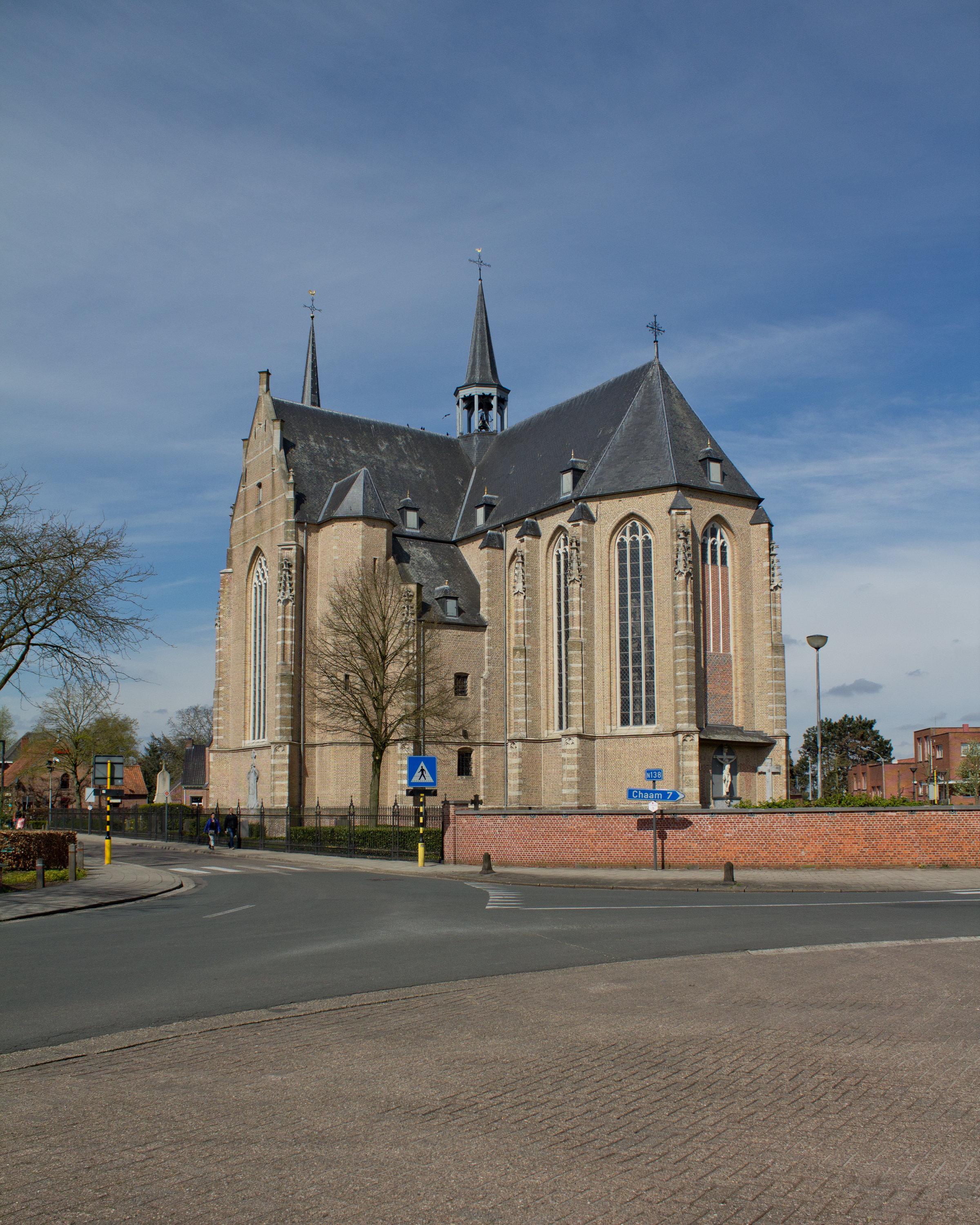
Koorzijde

De Sint-Salvatorkerk is de parochiekerk van de tot de Antwerpse gemeente Hoogstraten behorende plaats Meerle, gelegen aan de Kerkstraat 2.

## Geschiedenis
Aanvankelijk behoorde Meerle tot de Sint-Remigiusparochie te Baarle. Het patronaatsrecht van deze parochie behoorde toe aan de Abdij van Thorn. In 1261 was er sprake van een bijkerk van deze parochie in Meerle. Pas in de 2e helft van de 14e eeuw werd Meerle een zelfstandige parochie, waarvan het patronaatsrecht tot 1796 in handen bleef van de Abdij van Thorn.
Hier stond aanvankelijk een romaans kerkje dat wellicht in de 13e eeuw werd gebouwd en waarvan de fundamenten in 1970 werden blootgelegd. In de 15e eeuw werd een gotische kerk gebouwd waarvan de toren, het schip en het transept nog bestaan. Begin 16e eeuw werd de kerk vergroot, waarvan Rombout II Keldermans de bouwmeester was. In 1526-1529 werden het koor en een nieuw transept voltooid dat achter het oude transept was gesitueerd.
De godsdiensttwisten einde 16e eeuw leidden tot verval van de kerk, maar vanaf de 2e helft van de 17e eeuw brak weer een bloeiperiode aan, hoewel de kerk in 1717 zwaar beschadigd werd door storm.

## Gebouw
Het betreft een georiënteerde eenbeukige kruiskerk met twee transepten. De sobere bakstenen westkant met ingebouwde toren en eerste transept is in vroege gotiek. De toren wordt geflankeerd door een veelhoekig traptorentje. Het deel met tweede transept en koor is in laatgotische stijl en daarbij is baksteen en zandsteen toegepast.

## Interieur
Er zijn schilderijen van de 16e tot en met de 20e eeuw, zoals Golgotha (midden 16e eeuw); Aanbidding der Wijzen (1631); Kroning van Maria door de Heilige Drievuldigheid (2e helft 17e eeuw); Zeezicht met schipbreuk (1695); Heilige Familie met de kleine Johannes en de Heilige Elisabeth (omstreeks 1700); Onze-Lieve-Vrouw van Meerle geneest Magil Van Ghelen van een dodelijke ziekte (1730); Lanssteek (1e helft 18e eeuw).
Van de beelden kunnen worden genoemd: Miraculeus Mariabeeld in gepolychromeerd eikenhout, van 1e helft 13e eeuw, en vermoedelijk omstreeks 1520 vanuit Hanau overgebracht door de familie De Lalaing; Anna leert Maria lezen en Sint-Jozef met Kind (2e helft 18e eeuw), witgeschilderd.
Drie portiekaltaren in barokstijl, namelijk het hoofdaltaar (omstreeks 1700), het noordelijk Onze-Lieve-Vrouwealtaar (1e kwart 18e eeuw), zuidelijk Heilig Kruisaltaar (17e eeuw); biechtstoelen (18e eeuw); preekstoel (4e kwart 18e eeuw); communiebank (midden 18e eeuw); lambrisering in rococostijl; rococo koorgestoelte (midden 18e eeuw); doksaal (midden 18e eeuw).
Het orgel, van 1779, werd vervaardigd door J.R. Tits.